# Personenstand
Personenstand oder – schweizerisch – Zivilstand (französisch état civil) ist die sich aus den Merkmalen des Familienrechts ergebende Stellung einer Person innerhalb der Rechtsordnung einschließlich ihres Namens. Sie werden benötigt im Personenstandsfall, gewissen amtlich relevanten Vorgängen bei der bürgerlichen Beurkundung. Die einzelnen Angaben sind die Personenstandsdaten einer Person.

## Personenstandsdaten
Personenstandsdaten sind Kern des Melderegisters und finden sich in Personenstandsurkunden wie Geburts-,
Ehe-,
Sterbeurkunden,
sowie in Sterbebüchern und ähnlichen Dokumenten. Von einem Personenstandsfall spricht man insbesondere bei Geburt, Eheschließung (und vergleichbaren Partnerschaftsmodellen) und beim Todesfall.
Bei den Personenstandsdaten unterscheidet man prinzipiell:
- allgemeine Personenstandsdaten (Daten zum Personenkern) – das sind Angaben wie …
  - Name und juristisches Geschlecht (M/W/X),
  - Geburtsort und -datum, allenfalls Sterbedatum/-ort,
  - Familienstand,
  - Staatsbürgerschaft und Ähnliches;
- besondere Personenstandsdaten – das sind weiterführende Informationen je nach Personenstandsfall, etwa Angaben …
  - zu den Eltern bei der Geburt,
  - zum Partner bei der Eheschließung oder der Begründung einer eingetragenen Partnerschaft;
- sonstige Personenstandsdaten – alle weiteren Informationen, die …
  - „von einer Personenstandsbehörde für eine ordnungsgemäße Vollziehung benötigt werden“.[4]

Weil die Personenstandsdaten zu den grundlegenden privaten Informationen einer Person gehören, unterliegen sie besonders strengem Datenschutz, andererseits gehören sie zum Kern der hoheitlichen Aufgaben, weil sie die Basisinformation zur Bevölkerung darstellen (den Umfang der staatlichen Hoheit neben dem Gebietsstand), es herrscht also auch strenge Auskunftspflicht über den eigenen Personenstand durch den Bürger.
Der genaue Umfang der anzugebenden und zu erfassenden Personenstandsdaten sind von Staat zu Staat verschieden. So sind kirchliche Angaben zur Taufe und Religionszugehörigkeit oder Art der Bestattung heute in vielen Ländern nicht mehr Teil der Personenstandsdaten.
Die Personenstandsdaten geben einen grundlegenden Einblick in die Lebensumstände einer Person. Daher sind historische Lebensstandsdaten (auch die kirchlichen Matriken) beispielsweise Basis-Material der Genealogie. Auch dienen sie für amtliche Statistik, wobei die Datensätze durch Weglassen von Identitätsmerkmalen anonymisiert werden können. Zu unterscheiden sind die Personenstandsdaten von den Identifikationsdaten, wie sie beispielsweise auf Ausweisen angegeben sind: Dazu gehören auch Personenstandsdaten wie Name, Geburtsdatum, aber Identifikationsdaten wie Größe oder Haarfarbe sind kein Bestandteil des Personenstands. Auch flüchtigere Angaben wie den Wohnort, wie sie für das Meldewesen (Matrikenwesen) von zentraler Bedeutung sind, zählt man meist nicht zu den Personenstandsdaten im engeren Sinne (es sind sonstige Personenstandsdaten im Bedarfsfall).

## Deutschland

### Geschichte
Am 20. September 1792 erließ die französische Nationalversammlung ein Gesetz, das die rechtskräftige Beurkundung des Zivilstandes der französischen Bürger regelte.
Am 17. Juni 1796 wurden im Département Ourthe und dem Département Meuse-Inférieure die französischen Zivilstandsgesetze bekannt gemacht, ebenso am 1. Mai 1798 in den vier neu errichteten Départements des linken Rheinufers – Département de Rhin-et-Moselle, Département de la Roer, Département de la Sarre sowie Département du Mont-Tonnerre.
Zuständig für die Führung war der Bürgermeister des jeweiligen Ortes. In Westfalen dagegen wurden die Register in französischer Zeit nach Konfessionen getrennt von den ortsansässigen Pfarrern und Rabbinern der jeweiligen Gemeinden geführt.
Der Code civil von 1803 fasste die Personenstandsgesetze zusammen und regelte die Führung der Register. Im Königreich Westphalen wurde er 1808 eingeführt, im Großherzogtum Berg mit Wirkung zum 1. Januar 1810.
Gegen 1814 nach der Bildung des Rheinbundes und der Zerschlagung Preußens fand die staatliche Registerführung auch Eingang im rechtsrheinischen Gebiet, so im Kurfürstentum Hannover, im Königreich Westphalen, Herzogtum Berg, Großherzogtum Frankfurt und im Herzogtum Warschau, im Herzogtum Nassau, Großherzogtum Baden, an der Nordseeküste und in den Hansestädten.
Mit dem Ende von Napoleons Herrschaft und nach der Neuordnung Europas durch den Wiener Kongress wurden die Zivilstandsregister teilweise wieder abgeschafft. Fortgeführt wurden sie vor allem in der Rheinprovinz, in Lübeck und in Bremen.
1874 wurden die Zivilstandsregister in Preußen und 1876 im übrigen Deutschen Reich durch die dann eingeführten Personenstandsregister abgelöst. Mit der Führung der Personenstandsregister sind seitdem Standesbeamte betraut. Inhaltlich gleichen diese Register den Zivilstandsregistern ziemlich genau.

### Personenstandsgesetz
Der Personenstand umfasst in Deutschland Daten über Geburt, Geschlecht, Eheschließung, Begründung einer Lebenspartnerschaft und Tod sowie damit in Verbindung stehende familien- und namensrechtliche Tatsachen (§ 1 Abs. 1 PStG).
Die Beurkundung des Personenstands und die Eheschließung (Zivilehe) ist Aufgabe der nach Landesrecht für das Personenstandswesen zuständigen Behörden (Standesämter). Dort führen die bestellten Standesbeamten die Personenstandsregister (Geburts-, Heirats-, Sterbe- und Lebenspartnerschaftsregister).
Zum Personenstand gehört in Deutschland auch das familienrechtliche Institut der Lebenspartnerschaft. Mit deren Beurkundung sind inzwischen in allen Bundesländern die Standesämter betraut. Die Erklärung, miteinander eine Partnerschaft eingehen zu wollen, kann in Bayern daneben auch vor jedem Notar abgegeben werden.
Rechtliche Grundlagen für Personenstandsfragen sind das Personenstandsgesetz und das Einführungsgesetz zum Bürgerlichen Gesetzbuch.
Im Falle des Ausfüllen von Formularen, in denen der Personenstand eingetragen werden muss, ergeben sich die Möglichkeiten „ledig“, „verheiratet“, „verwitwet“ oder „geschieden“. Als „verpartnert“ wird manchmal der Status derjenigen bezeichnet die eine eingetragene Lebenspartnerschaft führen.
Neben den Eintragungen weiblich und männlich im Geburtenregister, regelt § 22 Abs. 3 des Personenstandsgesetzes auch die medizinisch festgestellte Unbestimmtheit des Geschlechts. Diese wird mit der Angabe divers oder ohne Angabe im Geburtenregister vermerkt und bezieht sich auf die genetisch-anatomische Intergeschlechtlichkeit, siehe auch drittes Geschlecht (Beispiele für den rechtlichen Umgang mit einem dritten Geschlechtsmerkmal). Der Geschlechtseintrag im Geburtenbuch kann geändert werden, wenn der Fall einer „irreversiblen Transsexualität“ vorliegt.
Ältere Personenstandsunterlagen, die nicht mehr bei den Standesämtern lagern, werden in Stadtarchiven oder in Personenstandsarchiven gelagert und von dort beauskunftet.

## Österreich
Grundlage für österreichische Personenstandsfälle ist das Personenstandsgesetz (PStG).
„Personenstand im Sinne dieses Bundesgesetzes ist die sich aus den Merkmalen des Familienrechts ergebende Stellung einer Person innerhalb der Rechtsordnung einschließlich ihres Namens“ (§ 1 Abs. 1 PStG). „Personenstandsfälle sind Geburt, Eheschließung, Begründung einer eingetragenen Partnerschaft und Tod“ (Abs. 2).
Die Zivilehe wurde gemäß § 44 ABGB als Ehe zwischen zwei Personen verschiedenen Geschlechts begründet. Die weiteren Rechtsgrundlagen wie Ehefähigkeit, Eheverbote und Ehenichtigkeitsgründe sowie Eheschließung am Standesamt und Ehescheidung vor Gericht etc. sind im Ehegesetz geregelt. Seit einem Erkenntnis des Verfassungsgerichtshofs im Juni 2006 ist eine Änderung des Geschlechts eines der Ehepartner während der aufrechten Ehe kein Hinderungsgrund mehr für Änderung des Geschlechtseintrages im Geburtenbuch und ändert damit nichts an dem rechtlichen Status der ehemals verschiedengeschlechtlich geschlossenen Ehe. Durch diese Personenstandsänderung wird die Ehe de facto zu einer gleichgeschlechtlichen (siehe Transgeschlechtlichkeit, Abschnitt Österreich). Seit Anfang 2010 sind Eingetragene Partnerschaften für gleichgeschlechtliche Paare möglich. Die Rechtsgrundlage dafür ist das Eingetragene Partnerschaft-Gesetz (EPG). Am 4. Dezember 2017 entschied der österreichische Verfassungsgerichtshof, dass sowohl die Ehe als auch die Eingetragene Partnerschaft für Personen gleichen als auch verschiedenen Geschlechtes offen stehen muss. Die sogenannte „Ehe für alle“ trat am 1. Jänner 2019 in Kraft. Seit 1. August 2019 ist es auch für gleichgeschlechtliche Paare, bei denen eine Person aus einem Staat stammt, der die gleichgeschlechtliche Ehe nicht anerkennt, möglich, in Österreich zu heiraten.
Die Religionszugehörigkeit wird in Österreich dann angegeben, wenn die Person (im Geburtsfall: die Eltern) zu einer gesetzlich anerkannten Kirche oder Religionsgesellschaft gehören (nicht aber für eingetragene religiöse Bekenntnisgemeinschaften oder religiöse Vereine). Diese Erfassung begründet sich in den besonderen Schutzrechten, die die gesetzliche Anerkennung mit sich bringt (§ 14 Personenstandsverordnung – PStV).
Änderungen von Vornamen und/oder Familiennamen sind der speziellen Norm des Namensänderungsgesetzes (NÄG) unterworfen.
Eine Neuerung bringt das Zentrale Personenstandsregister. Es entfällt damit die bestehende Bücherstruktur und die klassische örtliche Zuständigkeit. Für die Bürger hat das den Vorteil, dass jedes Standesamt Geburts-, Heirats- und Sterbeurkunden ausstellen kann und die Vorlage von Urkunden bei vielen Behördenwegen entfällt, weil diese online abrufbar sind. Diese Umstellung wurde im Rahmen der eGovernment-Initiative geplant. Die Aufnahme des Echtbetriebs war für 1. November 2013 vorgesehen, wurde aber um ein Jahr verschoben.
Vor Ausstellung eines Reisepasses, Personalausweises oder Staatsbürgerschaftsnachweises muss der Antragsteller eine Personenstandserklärung abgeben.
Im früheren Österreich-Ungarn wurden die Personenstandsregister als Matriken bezeichnet (der – seltenere – Singular lautete „Matrik“).

## Schweiz
Gem. Art. 39 des Zivilgesetzbuchs (ZGB) wird der Personenstand in einem elektronischen Register beurkundet. Seit 2005 gibt es das zentrale Personenstandregister Infostar (Art. 45a ZGB), das die in Papierform geführten Zivilstandsregister ablöst.
Zum Personenstand gehören insbesondere:
1. die Zivilstandstatsachen wie die Geburt, die Heirat, die Beurkundung einer eingetragenen Partnerschaft, der Tod;
2. die personen- und familienrechtliche Stellung wie die Volljährigkeit, die Abstammung, die Ehe, die eingetragene Partnerschaft;
3. die Namen;
4. die Kantons- und Gemeindebürgerrechte;
5. die Staatsangehörigkeit.

Die entsprechenden Meldepflichten ergeben sich aus Art. 34 ff. der Zivilstandsverordnung (ZStV). Im Personenstandsregister wird auch das Geschlecht geführt (Art. 8 lit. d ZStV).
Bei der Abfrage des Zivilstands werden in der Schweiz üblicherweise die Optionen «ledig», «verheiratet», «geschieden» oder «verwitwet» verwendet. Weniger als 600 Personen in der Schweiz tragen den seltenen Zivilstand «unverheiratet». Dabei handelt es sich um alleinstehende Personen, deren besondere Situation nicht unter den üblichen Zivilstandsangaben erfasst ist, etwa weil ihre Ehepartner als verschollen gelten.
Die Schweiz kennt keine gesetzliche Definition des Geschlechts oder Empfehlungen zur Bestimmung desselben, vielmehr legt das ärztliche Fachpersonal dieses nach Ermessen fest. Das Schweizer Recht geht jedoch von der Binarität der Geschlechter aus. Eine dritte Eintragungsmöglichkeit oder die Möglichkeit, auf einen Eintrag zu verzichten, gibt es nicht. Jede Person, die innerlich fest davon überzeugt ist, nicht dem im Personenstandsregister eingetragenen Geschlecht zuzugehören, kann jedoch seit einer Änderung des ZGB zum 1. Januar 2022 gegenüber der Zivilstandsbeamtin oder dem Zivilstandsbeamten erklären, dass sie den Eintrag ändern lassen will (Art. 30b ZGB). Diese Regelung dient der geschlechtlichen Selbstbestimmung.